# Banco Ecuatoriano de Seguridad Social
El Banco Ecuatoriano de Seguridad Social, más conocido como Biess, es un banco público creado en 2009 por parte del Instituto Ecuatoriano de Seguridad Social

## Historia
La Constitución de la República del Ecuador en su artículo 372, establece la instauración de una entidad financiera de propiedad del Instituto Ecuatoriano de Seguridad Social la cual será responsable de canalizar sus inversiones y administrar los fondos previsionales públicos, inversiones privativas y no privativas; y, que su gestión se sujetará a los principios de seguridad, solvencia, eficiencia, rentabilidad y al control del órgano competente.
Acorde a este mandato constitucional, fue aprobada la creación del Banco del Instituto Ecuatoriano de Seguridad Social, Biess, mediante ley publicada en el Registro Oficial n.º 587 del lunes 11 de mayo de 2009 - Suplemento Ley de Creación del Biess.
El 8 de diciembre de 2009 nació el Banco del IESS con su primera sesión de Directorio.
Establecida como una institución pública con autonomía administrativa, técnica y financiera, con finalidad social y de servicio público y domicilio principal en la ciudad de Quito, Distrito Metropolitano, el Banco del Instituto Ecuatoriano de Seguridad Social abrió las puertas a los afiliados y jubilados el 18 de octubre de 2010.
Uno de sus principales objetivos es convertirse en la Institución Financiera más grande del país que apoye equitativamente proyectos de inversión en los sectores productivos y estratégicos de la economía ecuatoriana con el fin de fomentar la generación de empleo y valor agregado.
Acorde a la Ley del Biess, sus funciones más preponderantes son, entre otras, brindar los distintos servicios financieros como créditos hipotecarios, prendarios y quirografarios, así como también, operaciones de redescuento de cartera hipotecaria de instituciones financieras y otros servicios financieros a favor de los afiliados y jubilados del IESS, mediante operaciones directas o a través del sistema financiero nacional.
Otras funciones del Banco son las inversiones, que se encaminan a través de los instrumentos que ofrece el mercado de valores para el financiamiento a largo plazo de proyectos públicos y privados, productivos y de infraestructura que generen rentabilidad financiera, valor agregado y nuevas fuentes de empleo, así como también inversiones en títulos de renta fija o variable a través del mercado primario y secundario.
Mediante Decreto Ejecutivo n.º 639 del 23 de marzo de 2015, el presidente de la República, Rafael Correa nombró al B.A. Richard Espinosa, representante principal de la función ejecutiva en el Consejo Directivo del IESS, y por ende presidente del directorio de esta entidad pública.
El 14 de octubre de 2014, se posesionaron ante la Asamblea Nacional la Econ. Gabriela Robalino como directora representante de los afiliados; el Econ Luis Efraín Cazar, director representante de los jubilados; el Econ. Terry Christiansen Zevallos, director de los afiliados suplente y el Magister. Joaquín Chanabá, director de los jubilados suplente.
Actualmente el gerente general de la entidad es el Ing. Alejandro Pazmiño.

## Colocación de créditos 2021
Para el 2021, el Banco del Instituto Ecuatoriano de Seguridad Social (Biess) proyecta colocar 500 millones de dólares en préstamos hipotecarios. La entidad colocó 400 millones de dólares durante en el 2020 en hipotecarios, por lo que este año el incremento sería del 25% si se concreta la proyección del Biess. 
Con el aumento en esta línea crediticia, el Biess intenta incentivar la decisión de compra de vivienda propia en un año que económicamente se proyecta aún complejo por la crisis del COVID-19 y el periodo electoral.
Para este año, el Biess también prevé destinar 150 millones de dólares para créditos prendario, es decir, 55 millones de dólares adicionales a lo que se estimó colocar en el 2020.
No obstante, el rubro que se destinará a los créditos quirografarios tendrá una reducción leve al pasar de 2.830 millones de dólares en el 2020 a 2.800 millones de dólares en el 2021 (-1,06%).
La entidad señaló que entre las variables que consideró para la definición de las metas de los productos de crédito fueron el entorno macroeconómico, los comportamientos históricos del producto y análisis prospectivos de colocación del Biess y proyecciones de excedentes de liquidez del IESS.